# Kaukas
Kaukas je v baltské mytologii čert či zlý duch. V písemných pramenech je zmiňován z pruského, litevského a žemaitského prostředí:
- Elbinský vokabulář z 14. století glosuje pruské slovo caux jako Tufel „čert, ďábel“, předchází mu slovo Pyculs „peklo“
- litevský katechismus Martynas Mažvydas z roku 1547 zmiňuje v plurálu Kaukus
- litevská postila Jonase Bretkūnase z roku 1591 zmiňuje že Litevci se modlí mimo jiné k stvořením zvaným Kaukus
- Jan Łasicki ve svém latinském díle De Diis z roku 1582 uvádí že „Kaukové (Kaukie) jsou duchové (lemures), které Rusové nazývají Vboze“ a že výraz kauko akmuo „čertův kámen“ označuje belemnit – ty byly tradičně považovány za zbraň hromovládce Perkuna.
- v žemaitském překladu katechismu Jacoba Ledesmy z roku 1595 je mimo jiné zmiňováno uctívání kaukús

Výraz kaukas se také objevuje v řadě místních jmen, například v pruském Kaukalawke „čertovo pole“, litevské kaũkas a lotyšské kauks označuje skřítka, trpaslíka, šotka či mužíčka z mandragory, příbuzné je i lotyšské kūķītis „trpaslík“ a pruské kuke „skřítek, šotek“.
Vladimir Toporov spojil kaukas s litevským kaũkaras, kaũkuras „vrchol hory, hora“, jež odpovídá jménu Kaukuras jež v 18. století Jacob Brodowski a Phillip Ruhig překládali jako „bůh hor“. Taktéž navrhl souvislost s jihoslovanskými kukeri. Podle historika Clauda Lexouteuxe jsou kaukas dobrotivé vousaté podsvětní bytosti podobné českým plivníkům, podobné dalším baltským bytostem: aitravasovi a berstukům.